# Pterygioteuthis
Pterygioteuthis is een geslacht van inktvissen uit de familie van de Pyroteuthidae.

## Soorten
- Pterygioteuthis gemmata Chun, 1908
- Pterygioteuthis giardi P. Fischer, 1896
- Pterygioteuthis hoylei (Pfeffer, 1912)
- Pterygioteuthis microlampas Berry, 1913